# Nicetas I (patriarcha Konstantynopola)
Nicetas I, gr. Νικήτας Α´ (zm. 6 lutego 780) – patriarcha Konstantynopola w latach 766–780. 

## Życiorys
Był pochodzenia słowiańskiego. Urząd patriarchy sprawował od 16 listopada 766 do śmierci. Był zagorzałym ikonoklastą. 